# Marianne Stenbæk
Marianne Annelise Stenbæk (geschiedene Lafon; * 1940 in Slagelse) ist eine dänisch-kanadische Kulturwissenschaftlerin und Journalistin.

## Leben
Marianne Stenbæk studierte bis 1963 Anglistik an der Universität Kopenhagen. Sie heiratete einen Kanadier und zog deswegen noch im selben Jahr nach Montreal. Dort setzte sie ihre Ausbildung mit einem Masterstudium in Anglistik an der Universität Montreal fort, das sie 1969 abschloss. Anschließend promovierte sie 1973 im selben Fach an derselben Uni.
1977 reiste sie nach Kuujjuaq, um für Danmarks Radio eine Radiosendung über die Inuit in Kanada zu machen. Dort traf sie einen Grönländer, der ihr Interesse für Grönland weckte. Zum damaligen Zeitpunkt war die Situation der Bevölkerung in den arktischen Gebieten Kanadas und Dänemarks in der Gesellschaft kaum bekannt und Marianne Stenbæk kam somit ohne Wissen, aber auch ohne Vorurteile nach Grönland. 1980 begann sie für Kalaallit Nunaata Radioa und Danmarks Radio für die grönländische und dänische Bevölkerung aus Kanada zu berichten.
Sie ist Professorin am Department of English an der McGill University und forscht dort zu Kulturstudien und kanadischer und grönländischer Inuit-Literatur. Von 1989 bis 1993 war sie Präsidentin der Association of Canadian Universities for Northern Studies (ACUNS).
Am 23. Februar 2005 erhielt sie für ihre Verdienste für Grönland den Nersornaat in Silber. 1992 erhielt sie die 125th Anniversary of the Confederation of Canada Medal.

## Veröffentlichungen (Monografien)
- 1969: Guilt and justification the rhetoric of John Osborne
- 1973: Community and tradition. John Arden's and Margaretta d'Arcy's pragmatic theatre
- 1979: Diversity and impartiality. A report on Kalaalit-Nunaata Radioa/Radio Greenland
- 1985: Politiques arctiques / Arctic policy
- 1992: Communications in the north
- 1999: Radiormiut (mit Peter Frederik Rosing)
- 2010–2016: Voices and Images of the Nunavimmiut (10 Bände) (mit Minnie Grey)
- 2013: Four Generations / Kinguaariit sisamat / Fire generationer (mit Peter Frederik Rosing)